# Pandi Mele
Pandi Mele (* 18. August 1939 in Hoçisht, Devoll; † 14. Dezember 2015) war ein albanischer Maler und Grafiker.

## Leben und Werk
Pandi Mele besuchte das Kunstlyzeum „Jordan Misja“ in Tirana und widmete sich dort der Malerei. Von 1959 bis 1961 studierte er zwei Jahre lang Grafik am I. E. Repin Institut in Sankt Petersburg bei S. M. Wassiljewitsch. Von 1961 bis 1964 studierte er an der Universität der Künste Tirana bei Abdulla Cangonji (* 1920), Sadik Kaceli, Qamil Grezda (1917–1992), Abdurrahim Buza und Kristina Koljaka (1916–2005). Pandi Mele folgte einem Ruf als Professor an die Universität der Künste Tirana.
Eine Sammlung von rund 54 Werken Meles ist im Besitz der Galeria Kombëtare e Arteve in Albanien.
Die Ölmalerei Soldiers of the Revolution (1968), ein Werk des sozialistischen Realismus von Pandi Mele, wurde 2017 auf der documenta 14 gezeigt.